# 227. Infanterie-Division (Deutsches Kaiserreich)
Die 227. Infanterie-Division war ein Großverband der Preußischen Armee innerhalb des Deutschen Heeres im Ersten Weltkrieg.

## Geschichte
Die Division wurde am 25. Februar 1917 an der Westfront zusammengestellt und war dort bis Ende des Ersten Weltkriegs im Einsatz. Nach Kriegsende erfolgte die Räumung des besetzten Gebietes, der Marsch in die Heimat sowie die dortige Demobilisierung und schließliche Auflösung. Einziger Kommandeur des Großverbandes war der preußische Generalleutnant Hans von Leyser.

### Gefechtskalender

#### 1917
- 26. Februar bis 17. Mai – Stellungskämpfe in den Argonnen
- 21. bis 27. Mai – Doppelschlacht Aisne-Champagne
- 28. Mai bis 2. Oktober – Stellungskämpfe bei Reims
- 06. bis 15. Oktober – Schlacht in Flandern
- ab 18. Oktober – Stellungskämpfe bei Reims

#### 1918
- bis 18. März – Stellungskämpfe bei Reims
- 21. März bis 6. April – Große Schlacht in Frankreich
- 07. April bis 13. Mai – Kämpfe an der Avre, bei Montdidier und Noyon
- 09. bis 18. Juni – Kämpfe an der Avre und an der Matz
- 19. Juni bis 21. August – Stellungskämpfe bei Xivray, Seicheprey und am Jury-Wald
- 22. August bis 4. September – Abwehrschlacht zwischen Oise und Aisne
- 05. bis 8. September – Kämpfe vor der Siegfriedfront
- 05. bis 20. September – Kämpfe bei Vauxaillon und Laffaux in der Siegfriedstellung
- 28. September bis 9. Oktober – Stellungskämpfe nördlich der Ailette
- 10. bis 12. Oktober – Kämpfe vor der Hunding- und Brunhild-Front
- 13. Oktober bis 4. November – Kämpfe in der Hundingstellung
- 05. bis 11. November – Rückzugskämpfe vor der Antwerpen-Maas-Stellung
- ab 12. November – Räumung des besetzten Gebietes und Marsch in die Heimat

### Kriegsgliederung vom 3. November 1918
- 49. Landwehr-Infanterie-Brigade
  - Infanterie-Regiment Nr. 417
  - Reserve-Infanterie-Regiment Nr. 441
  - Infanterie-Regiment Nr. 477
  - 1. Eskadron/Magdeburgisches Husaren-Regiment Nr. 10
- Artillerie-Kommandeur Nr. 227
  - Feldartillerie-Regiment Nr. 92
  - III. Bataillon/Lauenburgisches Fußartillerie-Regiment Nr. 20
- Pionier-Bataillon Nr. 227
- Divisions-Nachrichten-Kommandeur Nr. 227